# Еріка Тазель
Еріка Тазель (англ. Erica Tazel) — американська телевізійна актриса. Вона найбільш відома завдяки ролі Рейчел Брукс в серіалі FX «Правосуддя» (2010—2015).

## Життєпис
Еріка Тазель народилася в Далласі, штат Техас, і закінчила Нью-Йоркський університет. У 2000 році вона дебютувала на театральній сцені і з тих пір з'явилася в ряді інших постановок. На телебаченні вона дебютувала в 2001 році, з гостьовою роллю в серіалі «Секс у великому місті», і з тих пір з'явилася в таких серіалах як «Закон і порядок: Спеціальний корпус», «Кістки», «Єрихон», «Без сліду» і «Швидка допомога».
У 2007 році Тазель отримала NAACP Image Award за виконання головної ролі в п'єсі I Have Before Me a Remarkable Document Given to Me By a Young Lady From Rwanda. Поза телебачення, вона мала невелику роль у фільмі 2004 року «Таємниці минулого», а десять років потому зіграла головну жіночу роль в романтичній комедії «Містер Райт». У 2015 році вона знялася з Лоррейн Туссена у фільмі «Втеча на острів».
У 2016 році Тазель знялася в міні-серіалі «Коріння», рімейк однойменного міні-серіалу 1977 року. Вона виконала роль Матільди, яку зіграла Олівія Коул в оригінальному серіалі.

## Фільмографія
| Рік       |    | Українська назва                    | Оригінальна назва                 | Роль                               |
| --------- | -- | ----------------------------------- | --------------------------------- | ---------------------------------- |
| 2020      | с  | Країна Лавкрафт                     | Lovecraft Country                 | Дора (4 епізоди)                   |
| 2020      | с  | Бог зафрендив мене                  | God Friended Me                   | Бонні (1 епізод)                   |
| 2019      | с  | Зростання Діон                      | Raising Dion                      | Деніелл (1 епізод)                 |
| 2019      | с  | Королева Цукор                      | Queen Sugar                       | Діша Браун-Сонньє (7 епізодів)     |
| 2019      | кф | Пізнавальний                        | Cognitive                         | медсестра Елісса                   |
| 2018      | с  | Легенди завтрашнього дня            | DC's Legends of Tomorrow          | Есі Дживе (1 епізод)               |
| 2017—2018 | с  | Хороша боротьба                     | The Good Fight                    | Барбара Колстед (11 епізодів)      |
| 2017      | ф  | Одіозний                            | Odious                            | Евелін                             |
| 2017      | с  | Орвілл                              | The Orville                       | Белет (1 епізод)                   |
| 2017      | с  | Нічна зміна                         | The Night Shift                   | д-р Белла Каммінгз (3 епізоди)     |
| 2017      | кф | Лоуман                              | Lawman                            | Неллі Рівз                         |
| 2016      | вг | Mafia III                           | Mafia III                         | Кассандра (голос)                  |
| 2016      | кф | Gubagude Ko                         | Дембе                             |                                    |
| 2016      | с  | Корені (мінісеріал)                 | Roots                             | Матільда (2 епізоди)               |
| 2015      | ф  | Мій хлопець — кілер                 | Mr. Right                         | Ліза                               |
| 2015      | ф  | Runaway Island                      | Вонда Гайнс                       |                                    |
| 2015      | с  | Морська поліція                     | NCIS                              | тренерка Каррі (1 епізод)          |
| 2010—2015 | с  | Правосуддя                          | The Fix                           | Рейчел Брукс (78 епізодів)         |
| 2015      | с  | Шоу Кролла                          | Kroll Show                        | детектив Голл (2 епізоди)          |
| 2010      | кф | Так як є                            | As It Is                          | Ларк                               |
| 2009      | с  | Офіс                                | The Office US                     | Джулія (1 епізод)                  |
| 2008      | с  | Життя                               | Life                              | мама в парку (1 епізод)            |
| 2007      | с  | Швидка допомога                     | ER                                | пані Берк (1 епізод)               |
| 2007      | с  | Гартленд                            | Heartland                         | Темпл (1 епізод)                   |
| 2007      | с  | Без сліду                           | Without a Trace                   | Тесс Претт (1 епізод)              |
| 2007      | с  | Єрихон                              | Jericho                           | Джесіка Вільямс (2 епізоди)        |
| 2006      | с  | Кістки                              | Bones                             | Карен Мертон (1 епізод)            |
| 2004      | ф  | Таємниці минулого                   | House of D                        | Reader (as Erica N. Tazel)         |
| 2003      | с  | Закон і порядок                     | Law & Order                       | Регістраторка (1 епізод)           |
| 2003      | с  | Закон і порядок: Спеціальний корпус | Law & Order: Special Victims Unit | Лінн Хаусер (1 епізод)             |
| 2002      | с  | Світляк                             | Firefly                           | Доралі (1 епізод)                  |
| 2001      | с  | Третя зміна                         | Third Watch                       | Шаквана Голден (2 епізоди)         |
| 2001      | с  | Секс і Місто                        | Sex and the City                  | Грейс, учителька танців (1 епізод) |